# Carlos Acevedo (Fußballspieler, 1955)
Carlos Julio Acevedo Acevedo (* 2. Oktober 1955 in Rocha) ist ein ehemaliger uruguayischer Fußballspieler auf der Position eines Stürmers.

## Laufbahn
Acevedo spielte Mitte der 1970er Jahre beim Club Atlético Cerro, einem Verein aus dem Stadtviertel Villa del Cerro in der uruguayischen Hauptstadt Montevideo.
1977 wurde er vom AS Nancy verpflichtet, bei dem zu jener Zeit auch Michel Platini unter Vertrag stand. In seiner ersten Saison 1977/78 bei Nancy gewann Acevedo mit seinem neuen Verein den französischen Pokalwettbewerb, konnte sich aber nicht als Stammspieler etablieren und gehörte daher in der folgenden Spielzeit nur zum Kader der B-Mannschaft. 
Daher kehrte er zu seinem ehemaligen Verein Atlético Cerro zurück und unterschrieb anschließend einen Vertrag beim Deportivo Táchira FC, einem der erfolgreichsten venezolanischen Vereine.
Von dort wechselte Acevedo 1983 zum kolumbianischen Verein Independiente Medellín, bevor er seine aktive Laufbahn in Mexiko ausklingen ließ, wo er je eine Spielzeit für Atlético Morelia und den Club Necaxa tätig war.

## Erfolge
- Französischer Pokalsieger: 1978